# 第一視頻
第一視頻集團有限公司，港交所中文股份名為瘋狂體育，（V1 Group Limited，港交所：00082）是一家於香港交易所上市的網絡視頻公司，其主营业务涉及互联网、移动终端等领域。2005年6月在中國大陸成立。2006年7月，第一视频借壳益安国际登陆香港主板市场，2007年3月27日易名為第一視頻。

## 外部連結
- 第一視頻集團有限公司 （页面存档备份，存于）
- 第一視頻網上廣告媒體 （页面存档备份，存于）
- 第一視頻門戶網站 （页面存档备份，存于）
- 第一視頻视频新闻網 （页面存档备份，存于）
- 彩視界網站